# Olle Lanner
Olle Lanner (30 dicembre 1884 – 26 luglio 1926) è stato un ginnasta svedese.

## Palmarès

### Olimpiadi
- Oro a Londra 1908 nel concorso a squadre.